# Klaptræ
 For alternative betydninger, se Klaptræ (musikinstrument).
Et klaptræ er et værktøj som benyttes ved filmproduktion til, at markere på hvilket tidspunkt, at billedsporet og lydsporet er synkront.

## Funktion og praktisk brug
Billed- og lydsporet på en film optages oftest hver for sig, så for at få lyd og billede til at passe sammen benytter man sig af et klaptræ. Oftest foretager man ”klappet” inden scenen optages, men der kan være situationer, hvor det ikke er muligt at fange klaptræet med kameraet før efter scenen er afsluttet, eller hvor det bare er upraktisk, for eksempel fordi det kan virke forstyrende. 
Optager man en film uden lydspor, en stumoptagelse, nøjes man med at vise klaptræet, uden at klappe.

## Fakta
Et klaptræ består af to stykker træ og en tavle. Når man slår de to pinde sammen fremkommer der en lyd, ”et klap”. Man skal på billedsporet finde det øjeblik hvor de to pinde mødes, og på lydsporet finde ”klappet”, og få de to tidspunkter til at mødes, for at få lyd og billede synkront.
Der findes også mere moderne, elektroniske klaptræer, med indbygget ur, så man samtidig får et eksakt tidspunkt for klappet, der så kan synkronseres med kameraets indbyggede tidskoder.
På klaptræets tavle anfører man nogle praktiske oplysninger, så man kan hitte rede i, hvilke lyde og hvilke billeder der passer sammen, hvorfor oplysningerne læses op inden klappet foretages, så man på lydsporet kan høre hvad der står på tavlen.
Typisk anføres PROD(production)/TITEL (filmtitlen), DIRECTOR (instruktørens navn), CAM/CAMERA (kameramandens navn), ROLL (nummeret på den aktuelle filmrulle), SCENE (scenens nummer), TAKE (antallet af gange den aktuelle indstilling er taget(hvor mange gange scenen er taget), skrives i øvrigt altid med romertal). Endvidere markerer man om optagelsen er med lyd (SYNC), eller om den er uden lyd (MOS), om det er optaget om dagen (DAY), eller om natten (NITE), om optagelsen er foretaget indenfor (INT), eller om den er optaget udenfor (EXT), og til sidst datoen for optagelsen (DATE).